# علي بن سليمان الدمناتي
أبو الحسن علي بن سليمان الدمناتي البوجمعاوي (ولد في 1234 هـ / 1819م، دمنات - توفي في 1306 هـ / 1888م، مراكش) فقيه ورحالة مغربي. قرأ الكتب الستة في مراكش.

## مؤلفاته
- أجلى مساند على الرحمن في أعلى أسانيد علي بن سليمان ذكر فيها أسانيده في الحديث والتفسير.[3]
- لسان المحدث - في لغة الحديث.
- منظومة في اصطلاح الحديث - وشرحها.
- وشى الديباج على صحيح مسلم بن الحجاج، علوم الحديث.[4]
- " منجزات جنان الشفا - ، في المعجزات النبوية.